# ReFS

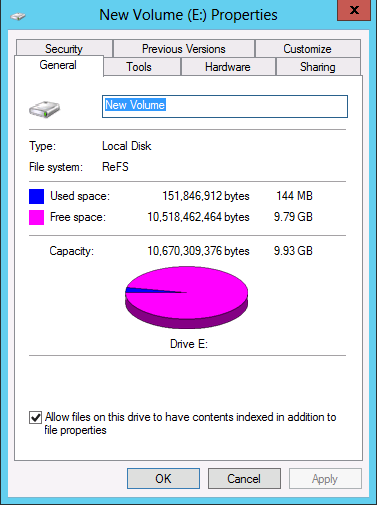

ReFS(Resilient File System, 코드명: Protogon)는 NTFS(New technology File System)의 차세대 파일 시스템으로 염두에 두고 윈도우 서버 2012에 도입된 마이크로소프트의 사유 파일 시스템이다.
ReFS는 NTFS 도입 이후 중요하게 부각되었던 문제들을 극복하기 위해 설계되었으며, 여기에는 어떻게 데이터 기억 장치의 요구 사항들이 변화했는지와 관련된다. ReFS의 주요 설계 상 이점에는 자동 무결성 검사, 데이터 스크러빙, CHKDSK 실행의 필요성 제거, 데이터 마모에 대한 보호, 하드 디스크 드라이브 실패 및 다중화의 내부 관리, RAID 기능 통합, 데이터 및 메타데이터 업데이트를 위한 카피/얼로케이트 온 라이트로의 전환, 매우 긴 경로와 파일 이름의 관리, 임의 크기의 논리 볼륨을 포함(사용 중인 드라이브의 물리 크기와는 무관)한 스토리지 가상화 및 풀링이 포함된다.
2012~2013년 초기 버전에서 ReFS는 대부분의 테스트에서 NTFS와 비슷하거나 조금 더 빨랐으나 ReFS의 새로운 기능인 완전 무결성 검사 기능을 사용 중일 때에는 훨씬 속도가 느렸다.

## 같이 보기
- WinFS